# Minnaert (månkrater)
Minnaert är en nedslagskrater på månens baksida. Minnaert har fått sitt namn efter den belgiske astronomen Marcel Minnaert.

## Satellitkratrar
| Minnaert | Latitud | Longitud | Diameter |
| -------- | ------- | -------- | -------- |
| C        | 64.2° S | 176.0° V | 15 km    |
| N        | 71.1° S | 176.1° Ö | 33 km    |
| W        | 63.4° S | 174.1° Ö | 24 km    |